# Wiedergeltinger Wäldchen

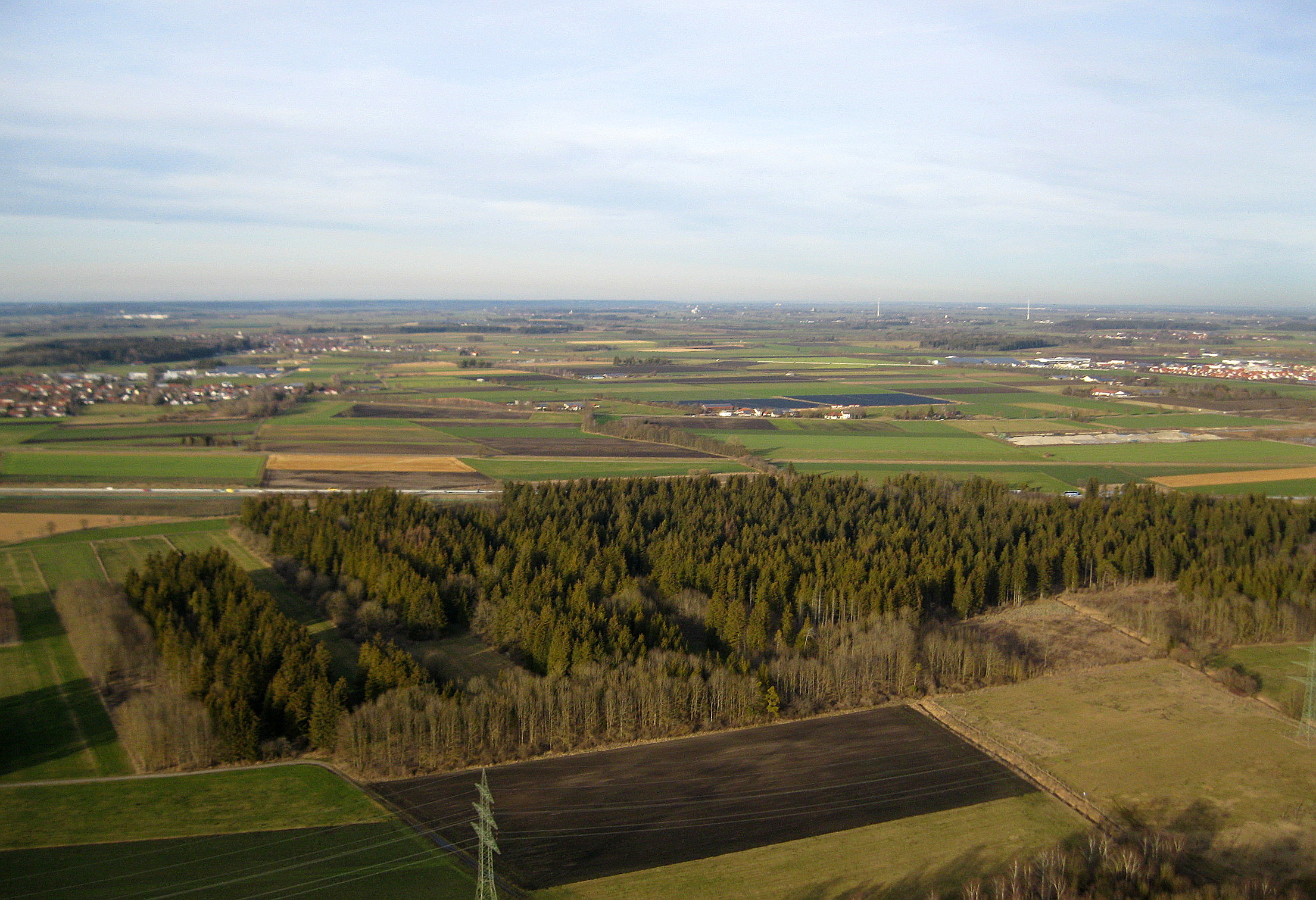
Das Wiedergeltinger Wäldchen von Süden

Das Wiedergeltinger Wäldchen, auch Viehweid genannt, ist ein Wald im Gebiet der Gemeinde Wiedergeltingen in Bayern.

## Lage
Das Wiedergeltinger Wäldchen befindet sich etwa einen Kilometer südlich von Wiedergeltingen. Es liegt zum großen Teil im Gebiet der Gemeinde Wiedergeltingen im Landkreis Unterallgäu, lediglich etwa 10 % der Fläche entfallen auf den Landkreis Ostallgäu. Das Waldgebiet wird durch den Hungerbach durchflossen und so in eine Ost- und eine Westhälfte aufgeteilt. Im Norden grenzt das Wiedergeltinger Wäldchen direkt an die Bundesautobahn 96 an. Nach Süden hin ist der Wald durch die Schneise einer Hochspannungsleitung abgegrenzt. Die Höhenlage beträgt ungefähr 617 m ü. NHN.

## Geschichte
In der Vergangenheit wurde der Wald als sogenannter Hutewald genutzt. Durch den lichten Baumbestand konnte der Wald als Weide für das Vieh genutzt werden. An diese Zeit erinnert noch heute der Flurname Viehweid für das Waldgebiet. Die Konturen des Wäldchens entsprachen bereits im 19. Jahrhundert ungefähr den heutigen Abmessungen.
Im Zuge der Nutzung des Waldgebietes sowie der angrenzenden Brach- und Wiesenflächen als Viehweide kam es im 16. Jahrhundert zu andauernden Streitigkeiten zwischen der Gemeinde Wiedergeltingen einerseits und den Dörfern Lindenberg, Jengen, Ketterschwang, Weinhausen, Weicht und Ummenhausen andererseits. Dieser Streit wurde schließlich mit Spruchbrief vom 12. Juni 1578 durch einen Vergleich beigelegt, in dem die Weiderechte örtlich gegeneinander abgegrenzt wurden.
Im Jahre 2000 wurde ein großer Teil des Wäldchens als FFH-Gebiet ausgewiesen.

## FFH-Gebiet
Das FFH-Gebiet innerhalb des Wäldchens umfasst eine Fläche von 26 Hektar, unmittelbar südlich an der A96 gelegen. Kein Teil des FFH-Gebietes liegt weiter wie 700 m vom Fahrbahnrand der Autobahn entfernt. Der Lebensraumtyp wird als Kalk-(Halb-)Trockenrasen und Verbuschungsstadien mit orchideenreichen Beständen beschrieben. Etwa 88 % der Fläche sind im Gebietsdatenblatt als Kunstforste und Nadelwald klassifiziert. In dem lichten Kiefernwald finden sich eingestreute Reste eines kontinentalen Magerrasens sowie kleinflächige Pfeifengrasstreuwiesen. Als schützenswerte Arten werden ausschließlich Pflanzen aufgeführt, so zum Beispiel der Frauenschuh.